# Weserbrücke (Eisbergen)
Die Weserbrücke in Eisbergen ist eine Auslegerbrücke, die als Straßenbrücke über die Weser führt. Sie verbindet den ostwestfälischen Ort Eisbergen mit den landwirtschaftlichen Fluren auf dem anderen Weserufer und dem Rintelner Ortsteil Möllenbeck in Niedersachsen. Offiziell heißt sie Landrat-Petersen-Brücke.

## Konstruktion
Die Brücke ist eine Auslegerbrücke mit einer Länge von 148 Metern. Sie ruht auf zwei Betonpfeilern und ist in einer Fachwerkkonstruktion aus Stahl ausgeführt. Die Straßenfahrbahn besteht aus Beton und ist eingelegt. Bei der Sanierung der Brücke wurde 1968 eine Verbreiterung angebaut, sodass auf beiden Seiten ein Fußweg vorhanden ist. Wegen der aktuellen Bauschäden ist die Brücke für Lkw ab 3,5 Tonnen gesperrt. 2022 war eine erneute Sanierung beabsichtigt.

## Geschichte
Die Planungen für die Eisbergener Weserbrücke begannen 1909 mit zwei Bauentwürfen. Der Erste Weltkrieg verhinderte 1914 den Baubeginn. Im Oktober 1919 begann dann der Bau der Eisberger Weserbrücke, die am 13. Dezember 1920 eingeweiht wurde. Hier beteiligten sich die Landwirte aus dem Dorf finanziell, die auf der anderen Weserseite Land besaßen und sich mit der Brücke einen besseren Zugang versprachen. Die bis dahin eingesetzte Tiefseilfähre war wegen der Behinderung des aufstrebenden Schiffsverkehrs und der steigenden Zahl an Schiffen auf der Weser kritisiert worden. Die Brücke wurde nach dem Mindener Landrat Erich Petersen benannt, der sich sehr für ihre Verwirklichung eingesetzt hatte.
Für Kraftfahrzeuge betrug die zulässige Höchstgeschwindigkeit auf der Brücke drei Kilometer pro Stunde. Die Überquerung kostete 30 Pfennig für Fußgänger oder Radfahrer und 90 Pfennig für ein Pferd, eine Kuh, einen Ochsen oder einen Esel samt der Begleitperson. Einwohner Eisbergens, das Militär, Amtspersonen und Geistliche im Dienst zahlten nichts. Das 1925 errichtete Zollhäuschen diente nebenher als Getränkeausschank und Friseurgeschäft.
Am 3. April 1945 sprengten deutsche Pioniere die bis dahin nur leicht beschädigte Brücke. Die Sprengung war jedoch ohne Einfluss auf das Kriegsgeschehen, da die von Westen kommenden Amerikaner nördlich bei Porta Westfalica über die Weser übersetzten. Am 13. Mai 1945 ertranken zwölf Personen beim Kentern der Behelfsfähre unterhalb der gesprengten Brücke. 1946 wurde die Brücke wiederhergestellt. Noch heute sind an einigen Verstrebungen Manschetten zu sehen.
In den Jahren 1968/69 kam es zu einer umfangreichen Restaurierung der Brücke. Zugleich wurde ihre Trägerkonstruktion verstärkt und für 30 statt für nur 12 Tonnen Gewicht ausgelegt. Dabei wurde eine Gedenktafel angebracht, die das Alter der Brücke auf 1921/22 datiert, zwei Jahre zu jung, wie zahlreiche Baudokumente belegen.
Die Brücke steht inzwischen unter Denkmalschutz.
Die Stadt Porta Westfalica hat ein Gutachten über die Sanierung in Auftrag gegeben, nachdem vor allem der Unterbau saniert werden muss, die Betonpfeiler haben Risse. Zudem müssen die Widerlager ersetzt werden.

## Denkmal
Etwas entfernt steht eine hölzerne Figur mit dem Namen „Die Melkerin“. Sie erinnert an die Frauen und Mädchen, die zwischen 1820 und 1970 von Eisbergen aus die Weser überquerten, um auf der linken Weserseite Vieh zu melken. Sie wurde 2013 vom Bildhauer Marco Wachendorf aus einem Eichenstamm angefertigt.